# 99 Hudson Street
Il 99 Hudson Street è un grattacielo ultimato nel 2019 a Jersey City. Con 270 m di altezza risulta il grattacielo più alto del New Jersey ed è a uso residenziale.

## Sviluppo
I piani per la costruzione sono iniziati nel 2014. Si prevedeva inizialmente di costruire due torri gemelle, ma cambiarono i piani e si preferì una torre di 274 m. Dopo aver avuto l'approvazione della Federal Aviation Administration, necessaria per la costruzione di grattacieli alti dai 274 m in su, nel 2016 ne è cominciata la costruzione. Nel settembre 2018 la costruzione ha raggiunto l'altezza massima.

## Caratteristiche
L'edificio raggiunge un'altezza di 274 m e 79 piani, con una pianta di forma per metà ottagonale e nella metà opposta con una concavità a v. È stato adibito ad uso residenziale, con appartamenti di varia configurazione e, in aggiunta, ha una lobby alta il doppio degli altri piani, una piscina, un'area per bambini ed un centro fitness.